# 26. konjeniški polk (ZDA)
Za druge 26. polke glejte 26. polk.
26. konjeniški polk je bil eden izmed konjeniških polkov Kopenske vojske ZDA.
Polk je bil zadnji ameriški konjeniški polk, ki je sodeloval v konjeniškem bojevanju.